# Luigi L. Pasinetti

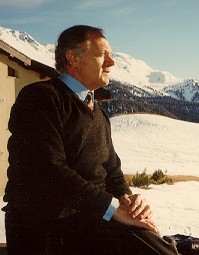
Luigi L. Pasinetti

Luigi Lodovico Pasinetti (* 12. September 1930 in Zanica, Bergamo; † 31. Januar 2023) war ein italienischer Ökonom, der durch seine Beiträge zur Kapitaltheorie und Wachstumstheorie bekannt wurde.
Pasinetti schloss 1954 sein Studium an der Katholischen Universität von Mailand ab und studierte hernach in den USA an der Harvard-Universität und in England an den Universitäten von Oxford und Cambridge. Nach der Promotion 1962 in Cambridge lehrte er ökonomische Theorie. Ab 1977 hatte er an der Katholischen Universität von Mailand einen Lehrstuhl für Ökonometrie inne. Er war der erste Präsident der 1995 gegründeten European Society for the History of Economic Thought (ESHET).

## Veröffentlichungen
- Growth and Income Distribution. Essays in Economic Theory. Cambridge 1974.
- Lezioni di teoria della produzione. Bologna 1975, 1981. dt.: Vorlesungen zur Theorie der Produktion. Metropolis: Marburg 1988. ISBN 3-926570-05-9.
- Structural Change and Economic Growth. Cambridge 1981.
- Vorlesungen zur Theorie der Produktion. Marburg 1988.